# Kangertittivaq
Der Kangertittivaq [kaˌŋɜˈtːitːivɑ(q)] (Tunumiisut für „Großer Fjord“, Kitaamiusut Kangerlussuaq [kaˌŋɜˈɬːusːuɑq], dänisch Scoresby Sund) ist ein Fjordsystem an der Ostküste Grönlands. Es ist das größte und längste Fjordsystem der Welt.

## Geografie

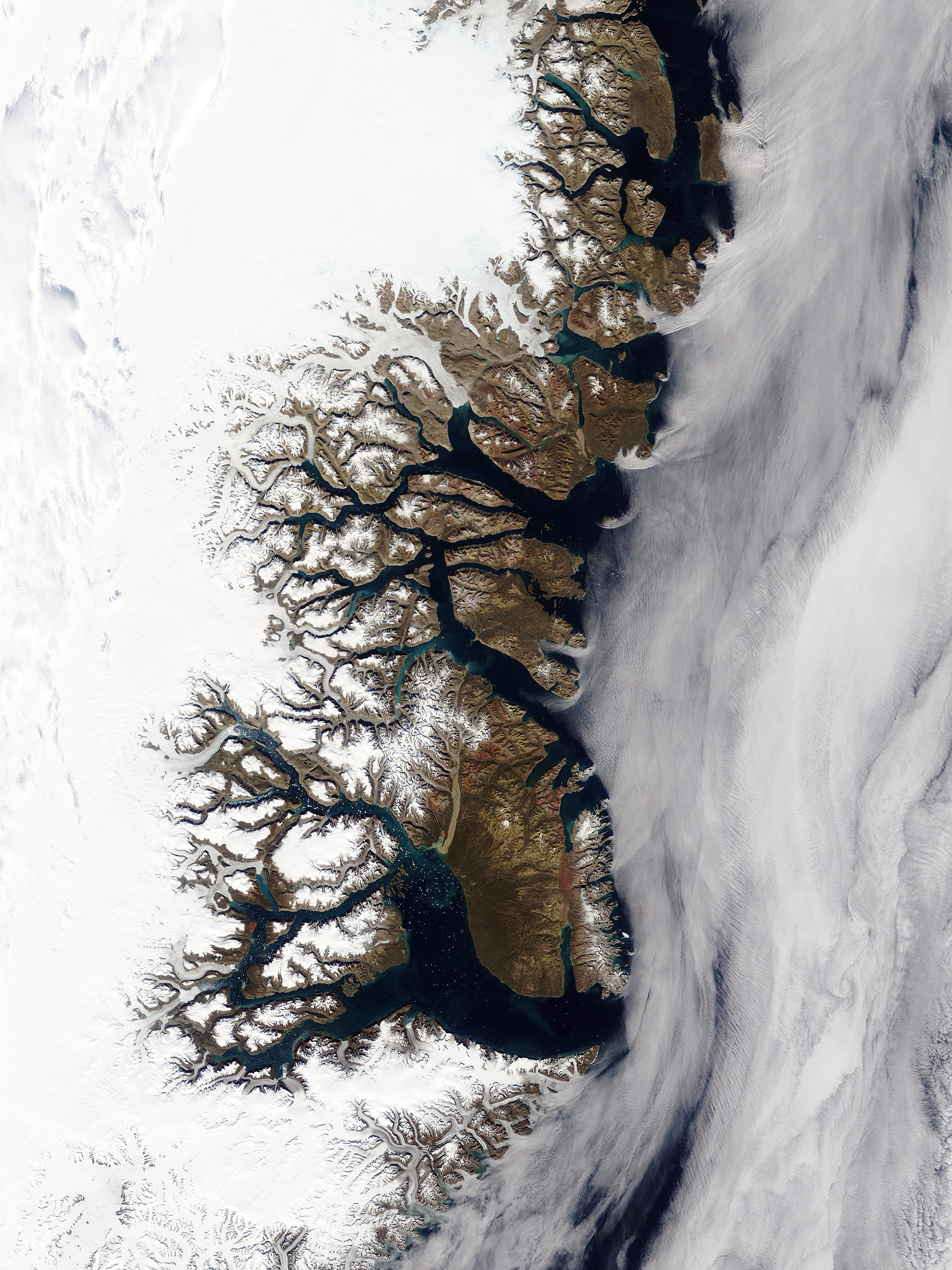
Der Kangertittivaq befindet sich im unteren Teil des Satellitenbildes

Der Kangertittivaq befindet sich an der Grönlandsee. Er hat eine baumähnliche Struktur, dessen 110 km langes Hauptbecken in etliche Fjorde abzweigt und damit eine Gesamtfläche von 38.000 km² besitzt (zum Vergleich: Dänemark hat eine Fläche von etwa 43.000 km²). Der längste Fjord erstreckt sich über 340 km. Damit ist der Kangertittivaq das größte und längste Fjordsystem der Welt. Die Tiefe beträgt 400 bis 600 m im Hauptbecken, in den Fjorden fällt sie auf bis zu 1450 m. Die Mündung des Kangertittivaq zwischen Kangikajik (Kap Brewster) und Uunarteq (Kap Tobin) ist 29 km breit. Sein südlicher Teil ist eine steile, 1000 bis 2000 m große Basaltwand, die nördliche Seite ist tiefergelegen und eher abgerundet. Nahe der Mündung fließt von Norden der rund 75 km lange Kangersaajiva (Hurry Inlet) zu. Von der Mündung setzt sich der Fjord über rund 100 km nach Westen fort, dreht sich dann leicht nach Norden, verbreitert sich und bildet die Hall Bredning. An der Bredning verzweigt sich der Fjord stark. Der südlichste große Fjord ist der Nertiit Kangersivat (Gåsefjord), nördlich davon fließt der Ujuaagajiip Kangersiva (Fønfjord) zu. Nördlich davon liegt die große Insel Milne Land. Nördlich von Milne Land mündet der Ikaasagajik (Øfjord), der sich später in Aqissip Kangersiva (Rypefjord) und Ukattip Kangersiva (Harefjord) verzweigt und über den Rødefjord mit dem Ujuaagajiip Kangersiva verbunden ist. Am nördlichen Ende der Bredning fließt der Kangersik Kiatteq (Nordvestfjord) zu, der der längste des Systems ist. Er hat ebenfalls mehrere Zuflüsse, von denen der größte der Flyverfjorden ist. Das den Fjord umgebende Land ist bergreich und besitzt hoch aufragende Steilwände direkt am Fjord. An manchen Stellen finden sich auch Gletscher.

## Klima
Das Klima ist sehr arktisch geprägt, was sich durch einen langen kalten Winter und heftige Stürme zeigt. Die Temperaturen von Januar bis März schwanken zwischen −22,5 und −8,4 °C, der Durchschnitt lag 1971–1981 zwischen −15 und −18 °C. Im Wesentlichen betragen die Temperaturen im hier kurz ausfallenden Sommer weniger als +5 °C, sie schwankten 1971–1981 zwischen +0,5 und +3 °C. Im September setzt normalerweise der erste Schneefall ein, der bis in den kommenden Juni anhält, gegen Ende Oktober friert der Fjord zu. Zwischen Ende November und Mitte Januar steigt die Sonne nicht über den Horizont. Es fällt nur wenig Niederschlag, ungefähr 30 mm pro Monat. Zweimal täglich gibt es Gezeiten mit einem Tidenhub von 1,3 Metern.

## Fauna

Tundravegetation bei Kangersittuaq (Sydkap) im Inneren des Kangertittivaqs

Die Fauna der Umgebung ist außergewöhnlich reich für Grönland. Dies beruht auf einigen besonderen Faktoren, wie der Verfügbarkeit von freiem Wasser im Ausgang in Form von Polynjas, die nicht einmal im Winter zufrieren, sowie dem Schutz vor Winden durch das hohe Relief, und relativ fruchtbarem Land. Zu den Tieren an Land zählen Moschusochsen, Polarfüchse, Hermeline, Schneehasen und Lemminge. Das Ren und der Polarwolf lebten hier einmal, verschwanden aber ungefähr im 20. Jahrhundert.
Unter den Vögeln finden sich Weißwangengänse, Kurzschnabelgänse, Schneegänse, Singschwäne, Prachteiderenten, Eiderenten, Eisenten, Dickschnabellummen, Gryllteisten, Krabbentaucher, Papageientaucher, Eissturmvögel, Silbermöwen, Eismöwen, Mantelmöwen, Dreizehenmöwen, Küstenseeschwalben, Sterntaucher, Eistaucher, Mittelsäger, Alpenschneehühner, Kolkraben, Schneeeulen, grönländische Gerfalken etc. Die meisten davon sind ausgewanderte Spezies und bilden große Kolonien, die aus Millionen von Individuen bestehen können (bspw. Krabbentaucher).
Bei den Fischen sind der Seesaibling, der Schwarze Heilbutt, der Polardorsch, Sepien, der Gestreifte Seewolf, Seeskorpione und der Grönlandhai zu nennen. Der Großteil der Säugetiere im Wasser wird von Robben eingenommen (Ringel-, Bart-, Sattelrobbe, Klappmütze und Seehund), die sich im Winter von Fischen (meist dem Polardorsch) und im Sommer von Krebstieren ernähren. Größere Exemplare bilden das Atlantische Walross, der Narwal und manchmal der Beluga.

## Geschichte
Das Meer vor dem Fjord wurde vermutlich erstmals 1607 von Henry Hudson befahren, als er einen neuen Seeweg nach China suchte. Der von Föhr stammende Walfänger Volquard Boon wurde 1761 in den Fjord getrieben, womit er der erste war, für den ein Aufenthalt mit einem Schiff im Kangertittivaq bezeugt ist.

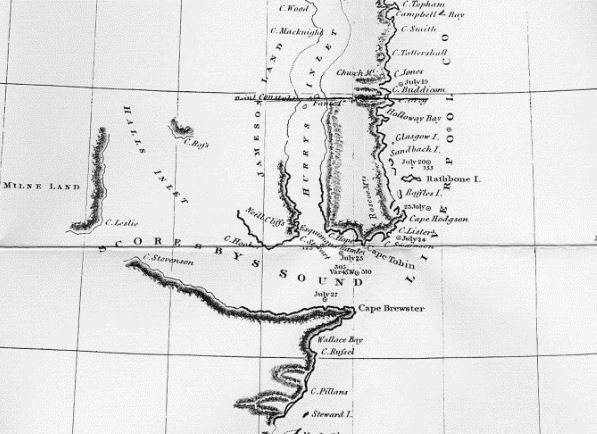
William Scoresbys Karte des Fjords von 1822/23

Der englische Walfänger William Scoresby Sr. befuhr 1806 den Fjord. Als sein Sohn William Scoresby Jr. 1822 die Gegend kartierte, benannte er den Fjord zu Ehren seines Vaters Scoresby's Sound. Der heutige Name Kangertittivaq ist die ostgrönländische Entsprechung des westgrönländischen Kangerlussuaq und bedeutet „Großer Fjord“.

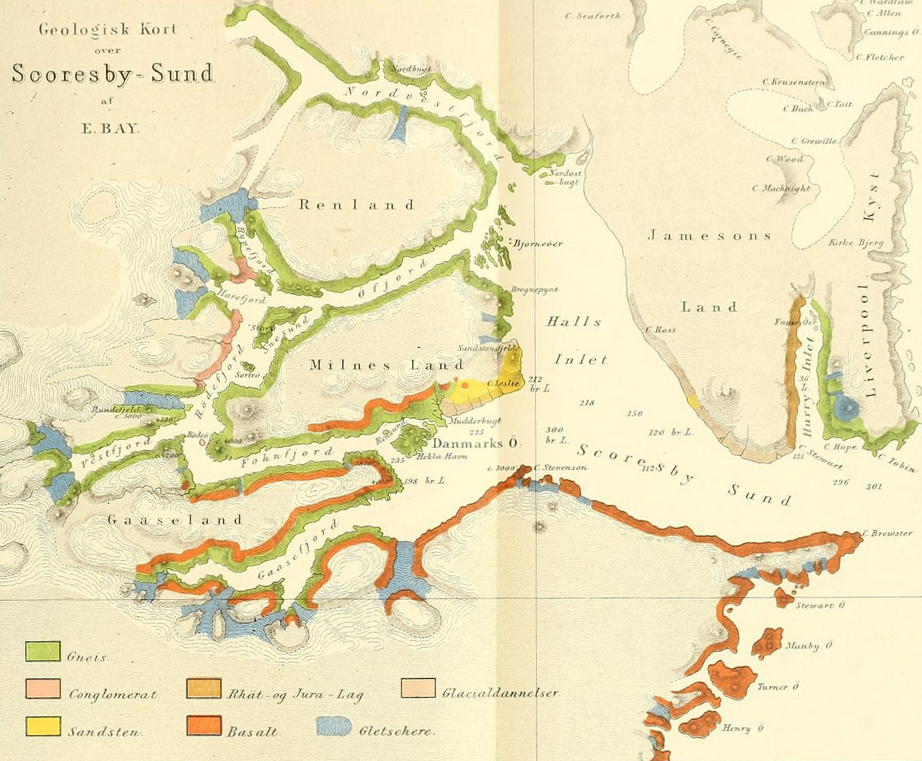
Die auf Carl Ryders entstandene Karte des Fjord von 1892

Die Erforschung und detailgetreue Kartierung des inneren Fjords wurde 1891/92 von Carl Ryder vorgenommen. Im 19. Jahrhundert lebten einige Menschen in der Gegend, aber gegen Ende des Jahrhunderts war die Gegend völlig unbewohnt und nur noch archäologische Spuren zu finden.

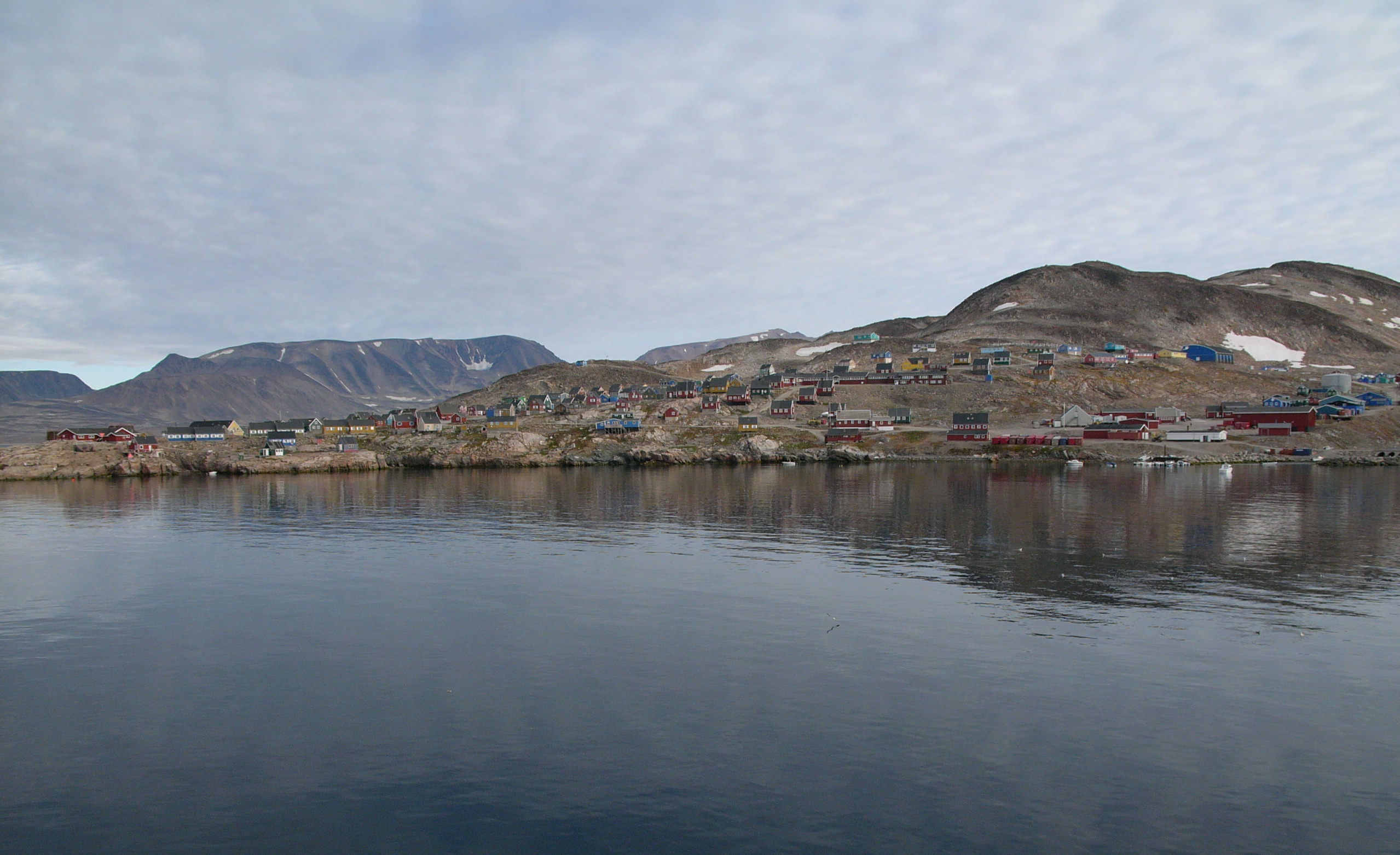
Blick auf Ittoqqortoormiit im Sommer

1911 kam erstmals der Vorschlag auf, die nördlicheren Bereiche Ostgrönlands zu besiedeln, um Dänemarks Territorialansprüche auf ganz Grönland zu untermauern. 1925 wurde der Fjord schließlich neu besiedelt, indem die Kolonie Scoresbysund, das heutige Ittoqqortoormiit sowie in den folgenden Jahren einige kleinere Siedlungen darum herum gegründet wurden. Heute ist die Stadt Ittoqqortoormiit mit rund 350 Einwohnern der einzige bewohnte Ort des Fjords.